# Trésor de Carthage
Le trésor de Carthage est un important trésor en argent romain datant du IVe siècle et découvert à Carthage en Tunisie. Il est principalement constitué par de la vaisselle et des bijoux en argent, dont une grande partie est désormais détenue par le British Museum.

## Découverte
Le trésor est déterré au XIXe siècle sur la colline Saint-Louis à Carthage qui, au moment de sa chute, était la plus grande cité de la province romaine d'Afrique. La majorité des objets est achetée par sir Augustus Wollaston Franks, un conservateur en chef du British Museum, qui le lègue au musée à sa mort en 1897. Toutefois, une petite partie du trésor peut être trouvée au musée du Louvre, dont l'un des bols couvert d'argent.

## Datation et attribution

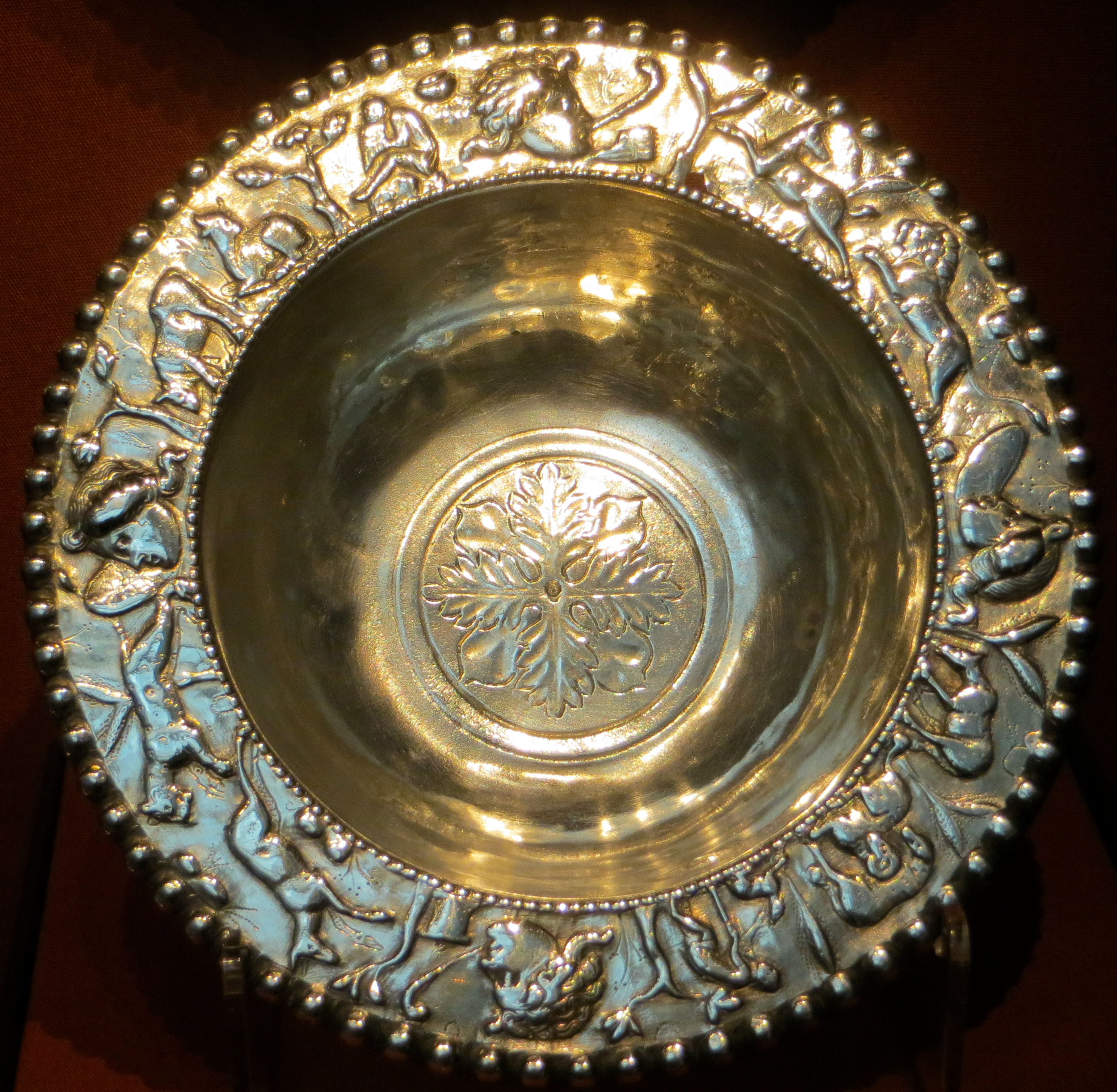
Bol avec des bas-reliefs représentant des bergers.

Daté de la seconde moitié du IVe siècle, le trésor de Carthage comprend 31 objets, principalement de la luxueuse vaisselle en argent et des bijoux qui ont dû appartenir à une riche famille romaine qui, pour une raison quelconque, a décidé de l'enterrer pour le mettre à l'abri. Cet acte a pu être lié aux querelles religieuses qui ont lieu autour de l'an 400 mais il semble plus probable que le trésor a été caché des Vandales. Ces derniers, dirigés par Genséric, envahissent en effet l'Afrique du Nord à partir de la péninsule Ibérique en 429 et la cité de Carthage devient la capitale du royaume vandale en 439.
Inscrit au centre de l'un des plats, autour du tondo, D D ICRESCONI CLARENT est associé aux Cresconii, une puissante famille romaine de Carthage bien connue à partir d'actes et de registres des titulaires de charges publiques de son époque.

## Description
Le trésor inclut une paire d'assiettes plates (dont l'une identifie la famille), deux bols comportant des scènes pastorales en relief ciselé et martelé autour du bord, quatre bols hémisphériques avec de hauts pieds effilés (dont deux possèdent encore leurs couvercles), un bol peu profond avec une poignée et une grenouille gravée en son centre, douze cuillères en argent et une collection de bijoux : une bague, un camée, une paire de boucles d'oreille, plusieurs intailles et deux colliers, l'un en or, l'autre décoré de pierres précieuses : douze émeraudes polygonales et treize saphirs, complétés par 25 perles reliées par des liens en or.
La famille aurait été propriétaire de deux collections en argent : un service pour la boisson connu sous le nom de argentum potorium et un service pour le repas connu sous le nom de argentum escarium.
Cette découverte comptait plusieurs coupes en argent hémisphériques à couvercle, mesurant douze centimètres de haut et douze centimètres de diamètre. Leur design élégant comporte une base haute qui complète la courbure du couvercle du bol. Les bols intègrent également de subtiles facettes sur les surfaces courbes des couvercles.

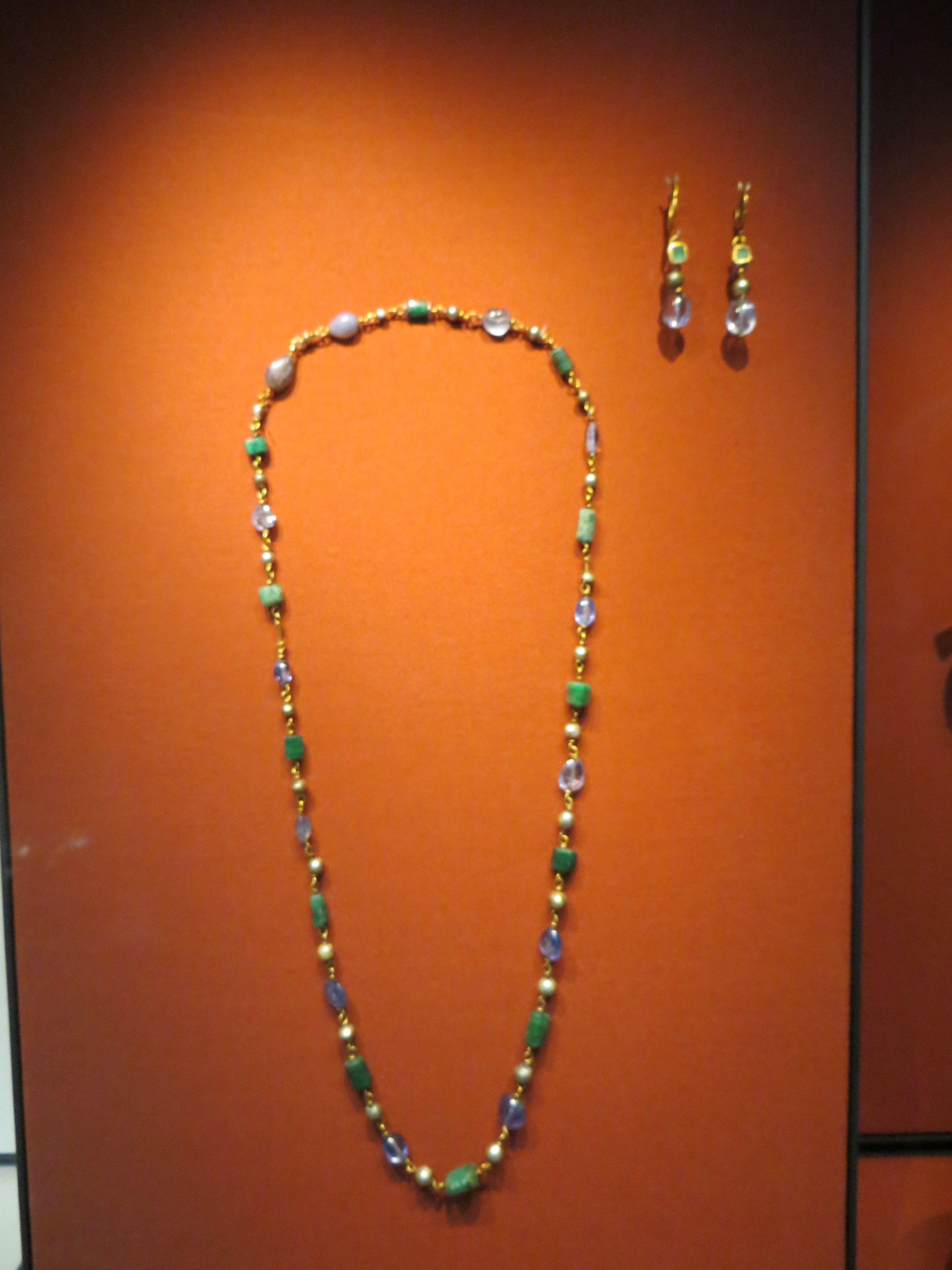
Un des colliers (fait de perles et de saphirs) à côté de la paire de boucles d'oreille.
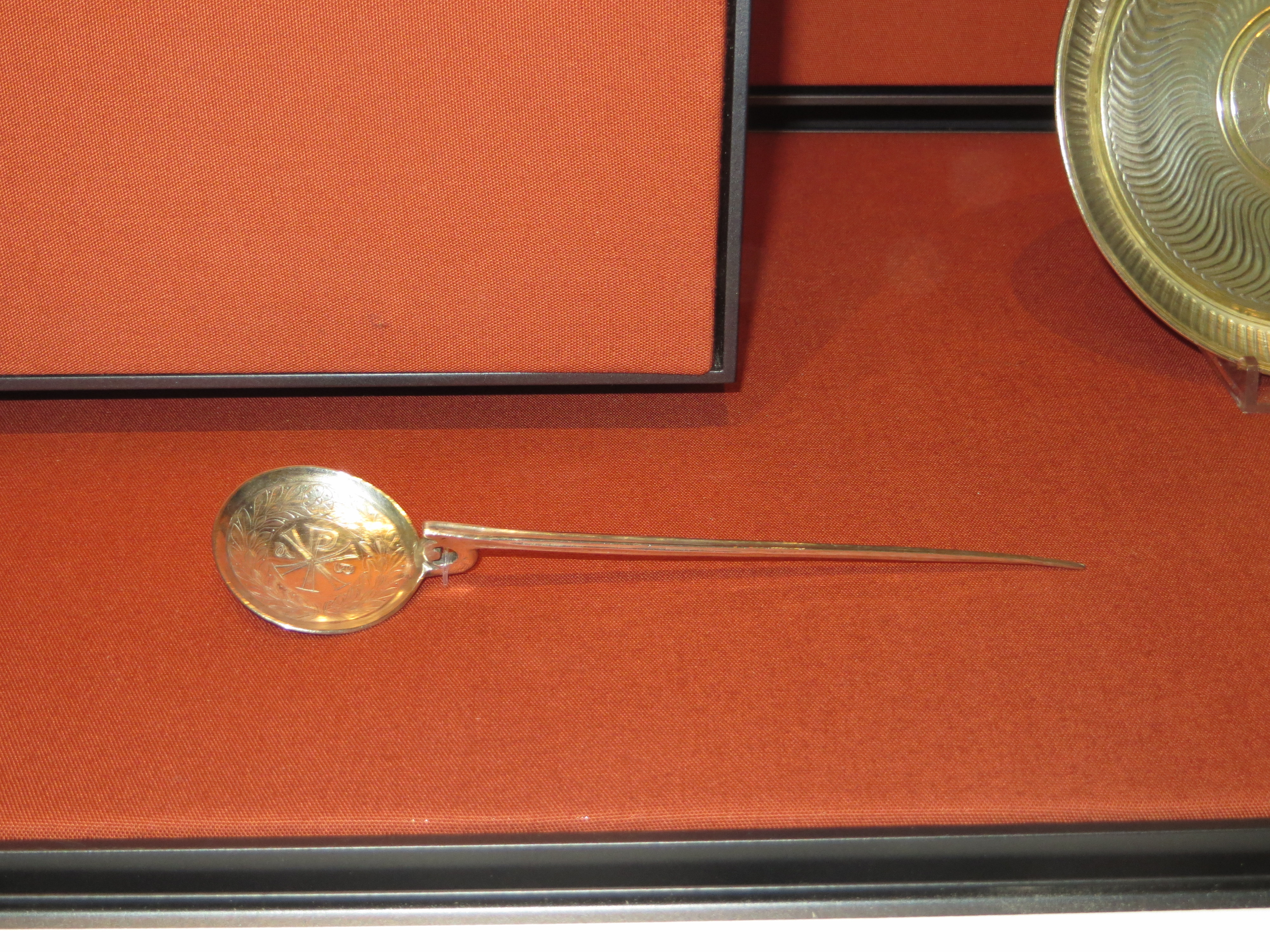
Cuillère d'argent avec un Chrismon apocalyptique gravé au centre.
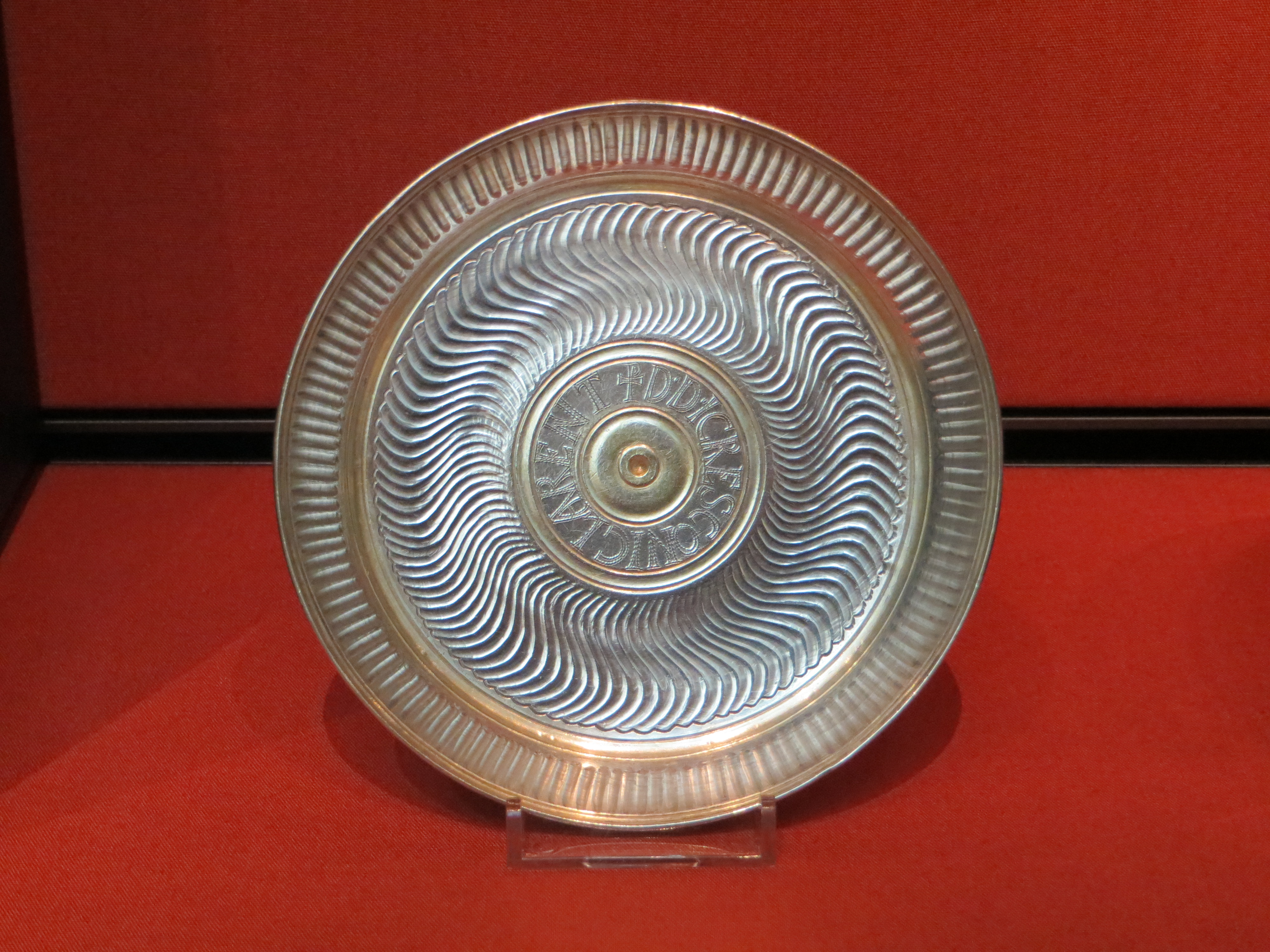
Bol plat avec une inscription latine autour du centre.
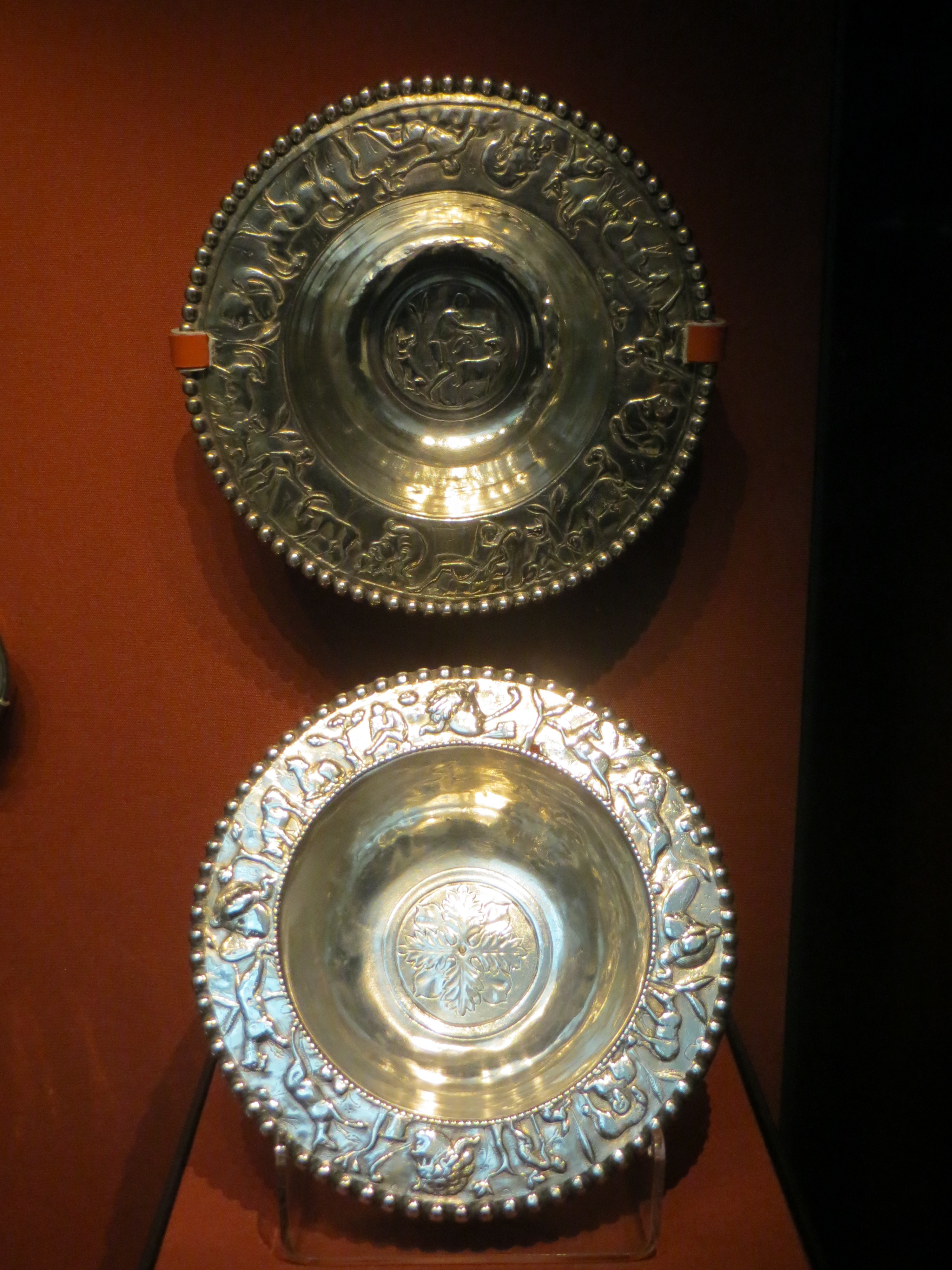
Deux bols richement décorés avec des scènes pastorales et bachiques.
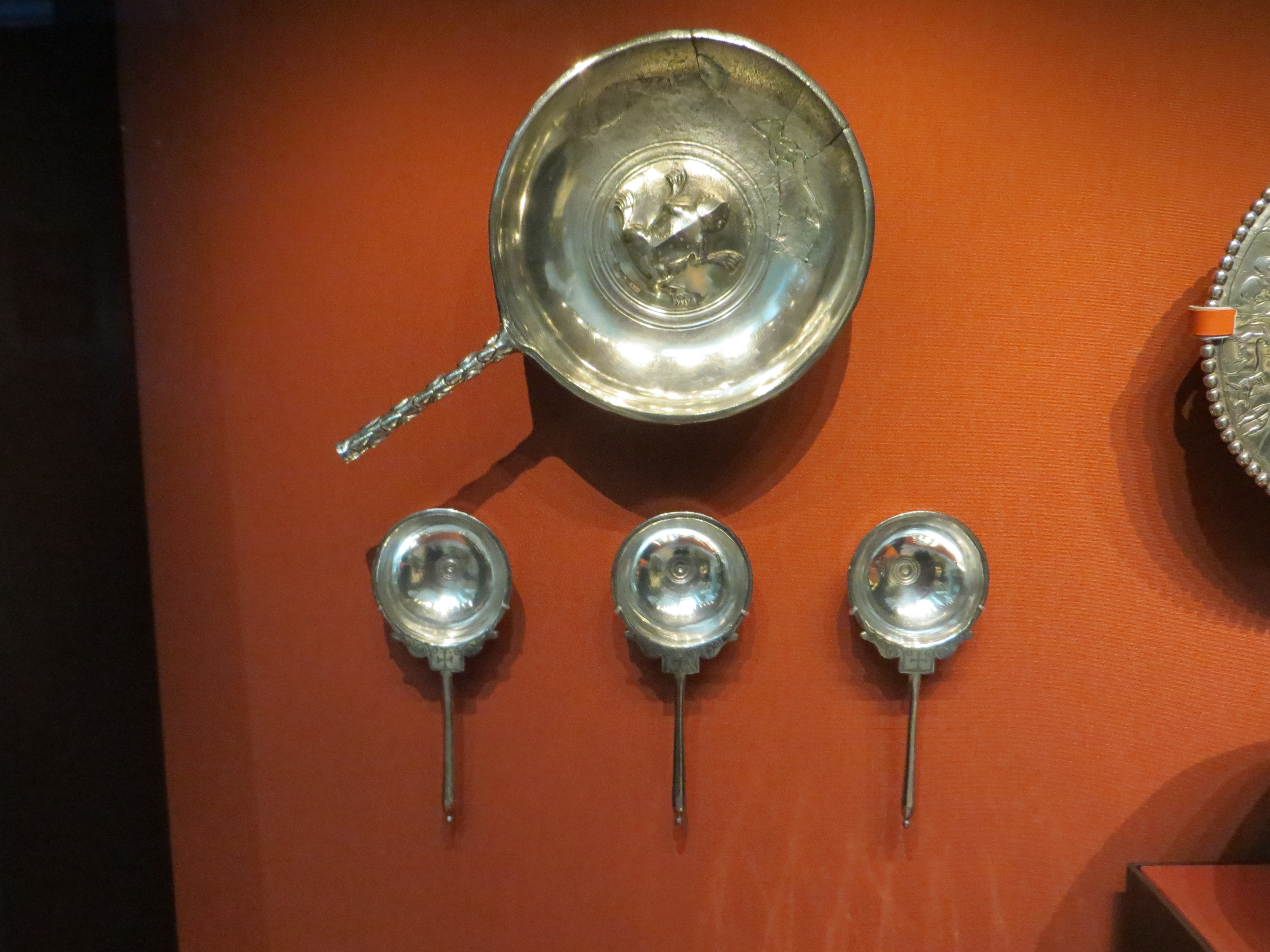
Bol peu profond au-dessus de trois cuillères en argent.
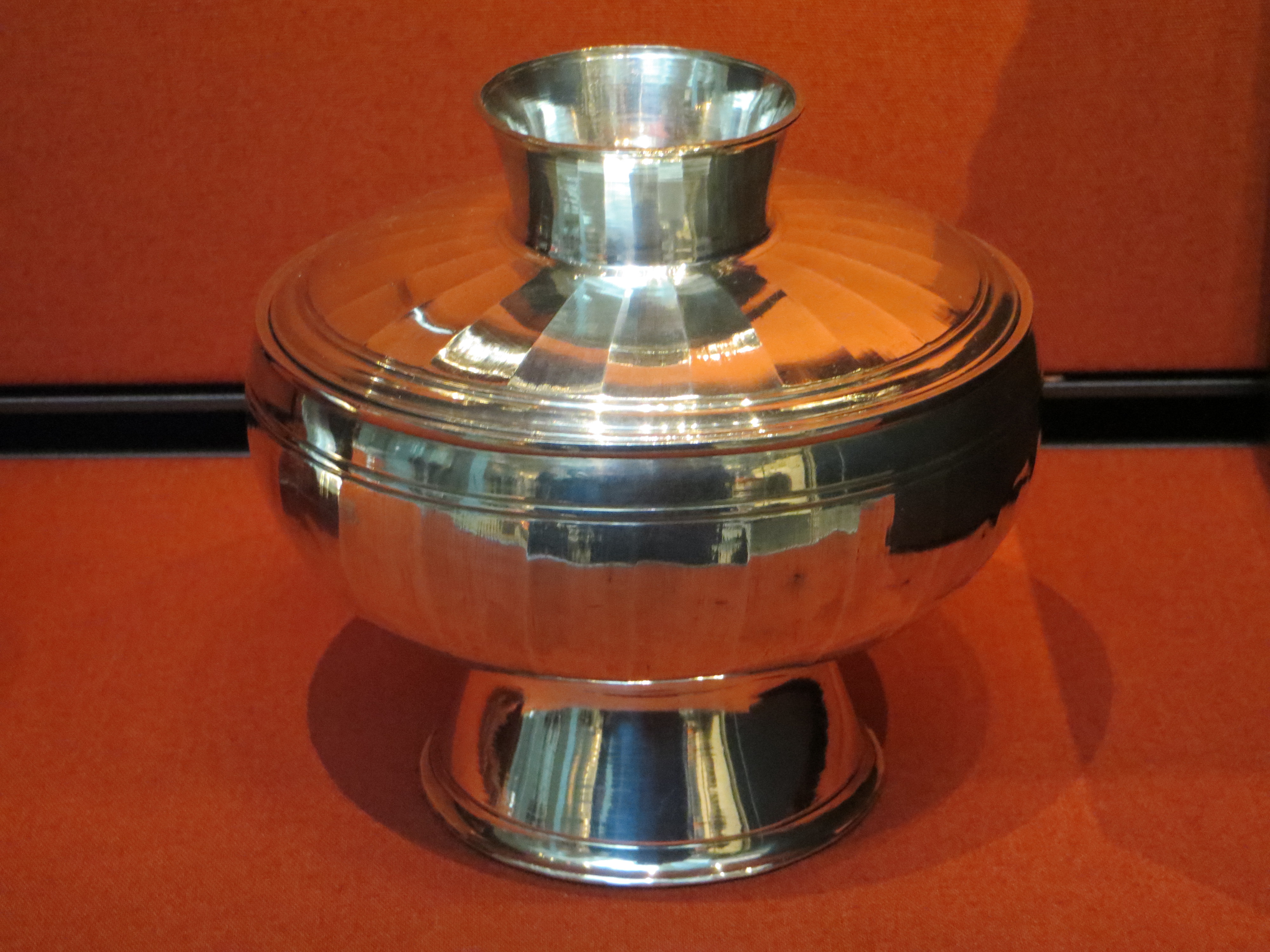
Un des bols hémisphériques avec couverture.

Des bols similaires ont été découverts sur le site romain de Viminacium, près de la ville moderne de Kostolac en Serbie.